# Schloss Belp

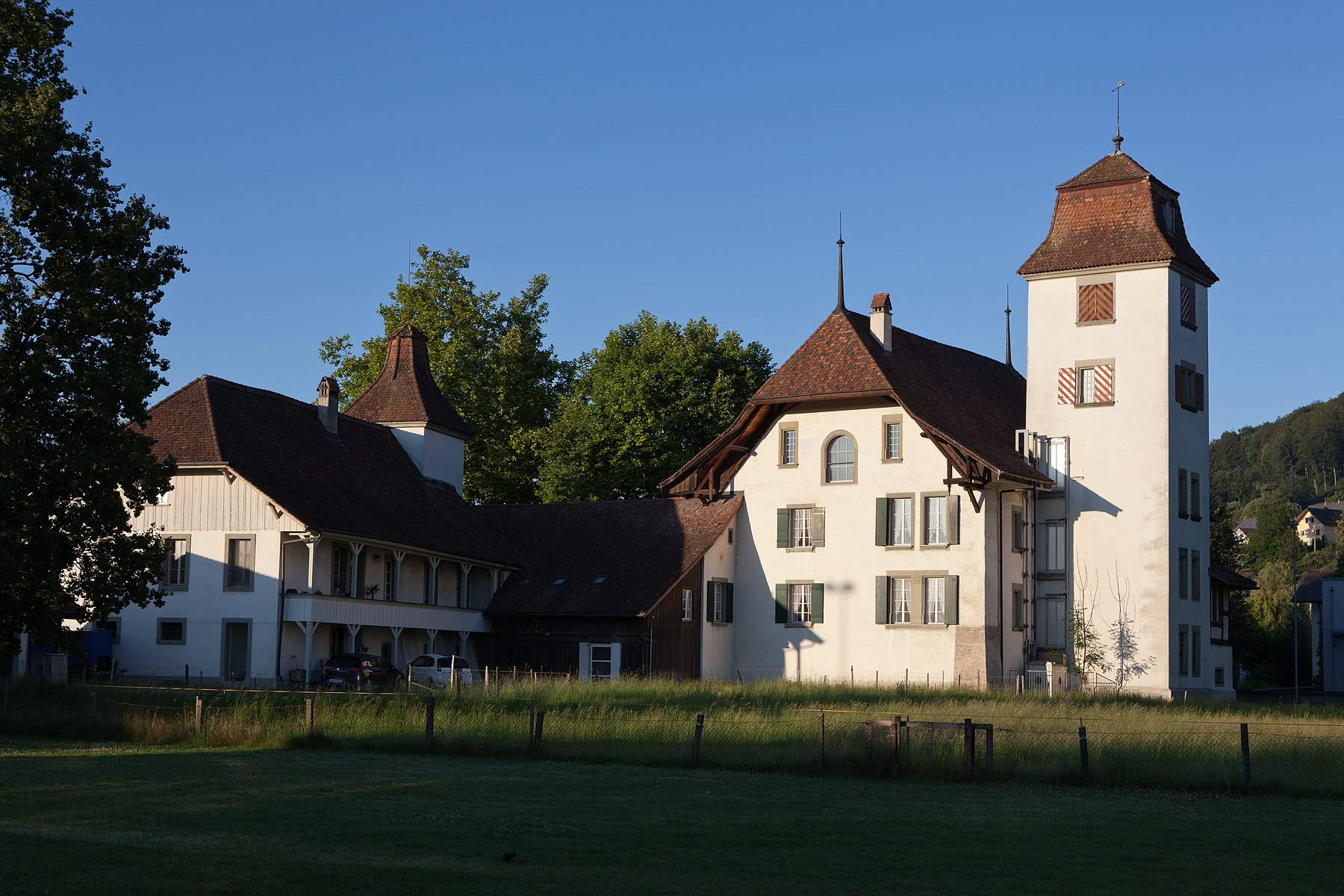
Schloss Belp (2011).

Das Schloss Belp, auch als Altes Schloss Belp bekannt, ist ein Schloss aus dem 16. Jahrhundert in der Gemeinde Belp im Kanton Bern.

## Geschichte

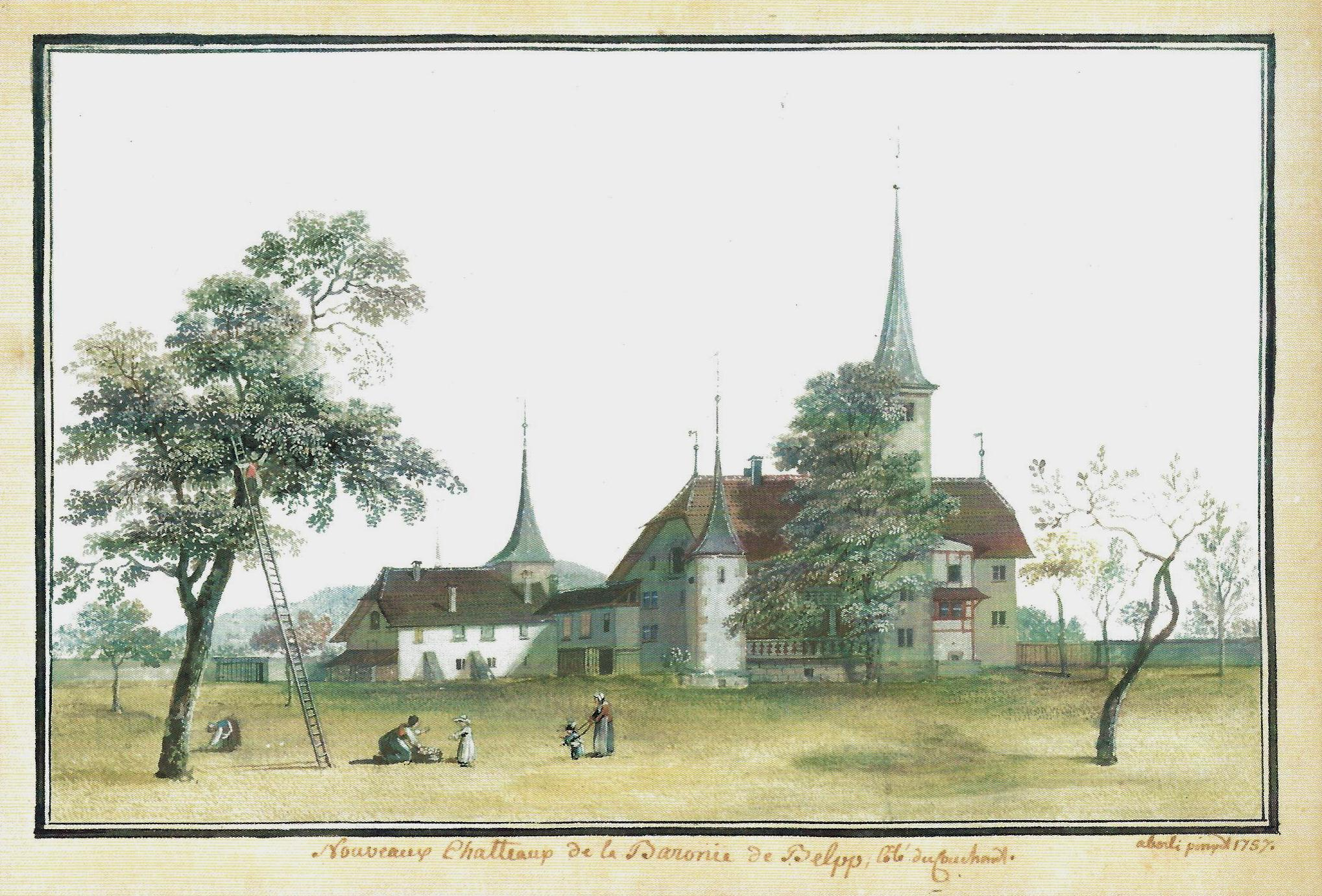
Johann Ludwig Aberli, Schloss Belp (1757)

Nachdem die Berner 1298 die Hohburg (am Belpberg) eingenommen, gebrandschatzt und die Herrschaft Belp an sich gerissen hatten, zwangen diese Ulrich von Belp das bernische Bürgerrecht auf und erlaubten ihm, eine neue Behausung lediglich aus Holz zu erstellen. Dieser 1783 abgebrochene Bau wurde das hölzige Schloss genannt.
Die Herrschaft Belp ging 1383 an den Berner Petermann von Wabern. Anteilige Besitzer der Herrschaft waren vom 15. bis zum 17. Jahrhundert Angehörige der Familien Gruber, vom Stein, von Scharnachthal, von Luternau und Moratel. Johann Rudolf Stürler (1597–1665) wird schliesslich alleiniger Freiherr zu Belp. Der spätere bernische Schultheiss Karl Emanuel von Wattenwyl erwarb 1720 die Freiherrschaft samt Schloss von Hans Georg von Muralt.
Wattenwyls Enkel Salomon Albert Karl von Wattenwyl verkaufte das Schloss samt Herrschaft 1810 an den neu geschaffenen Kanton Bern, nachdem die Herrschaftsrechte bereits 1798 verfallen waren. Bern richtete hier das Amthaus für den neu geschaffenen Amtsbezirk Seftigen ein. Als solches diente Schloss Belp bis am 31. Dezember 2009. Es beherbergte das Regierungsstatthalteramt, die Gerichtsbehörden des Gerichtskreises IX Schwarzenburg-Seftigen sowie eine Dienststelle des Kreisgrundbuchamtes IX und des Betreibungs- und Konkursamtes.

## Aktuelle Nutzung
Im Juni 2012 kaufte die Einwohnergemeinde Belp das Schloss vom Kanton Bern. Im Sommer 2014 konnte die Musikschule Region Gürbetal ihren alten Standort (Schulhaus Hohburg in Belp) verlassen und in das teilrenovierte Schloss ziehen. Die Schulleitung wie auch verschiedene Probe- und Konzerträume sind im Schloss untergebracht. Zusätzlich befindet sich im Schloss der alte Gerichtssaal, welcher für repräsentative Anlässe verwendet werden kann. Die Kulturkommission wie auch das Ortsmuseum Belp nutzten die Räumlichkeiten für jährliche Sonderausstellungen rund um die lokale Geschichte.
Im öffentlichen Schlossgarten befindet sich seit dem Frühling 2019 eine als Tauschbibliothek umgenutzte Telefonkabine. Der öffentliche Bücherschrank wird von der Gemeindebibliothek Belp betrieben.

## Bau
Der Herrschaftssitz wird zu Beginn des 16. Jahrhunderts als ein steinin huss an der Gürben in einem baumgarten beschrieben. Prägend sind die Umbauten von 1554, 1631 bis 1636/44 mit Anbauten und Türmen, aus dem herrschaftlichen Sitz wurde allmählich ein Schlossbau. Schloss Belp legt Zeugnis ab von der Bedeutung der privaten Herrschaftsinhaber, die hier die hohe und die niedere Gerichtsbarkeit innehatten. Der spätbarocke Ausbau zweier spätmittelalterlicher Herrschaftsbauten und ihre Verknüpfung mittels des heute ausgebauten Peristyls machen den Reiz der Gesamtanlage Schloss Belp aus. Bemerkenswerte Bauteile im Inneren künden vom Ausstattungsluxus der privaten Bauherrschaft.